# 浄閑寺 (市川市)
浄閑寺（じょうかんじ）は、千葉県市川市にある浄土宗の寺院。

## 歴史
1626年（寛永3年）、鎮誉一公によって開山された。元々地元の武士が信仰の拠り所としていた観音堂の添地に寺を創建した。所属宗派の浄土宗大本山増上寺の末寺である。
開山以来何度も火災等の災難に遭ってきた。現在の本堂は1988年（昭和63年）に建てられたものである。その際に木造から鉄筋コンクリート造に改築している。

## 交通アクセス
- 妙典駅より徒歩11分。